# 茶々 (島清興室)
茶々（ちゃちゃ、生没年不詳）は、戦国時代から江戸時代初期にかけての女性。島左近の妻。

## 略歴
父は興福寺の医師北庵法印。島左近の正室とされるが、乾殿の娘が左近に嫁いだ記録もあり、後妻の可能性もある。
金勝寺磨崖石仏群（奈良県生駒郡）には「茶々逆修」と刻まれた石仏がある。『多聞院日記』によると、戦国末期に平群谷を支配した嶋左近清興の妻が「ちゃちゃ」であり、その逆修供養仏の可能性が考えられる。